# Isabella Olivas
Isabella Olivas ist eine US-amerikanische Schauspielerin, Musicaldarstellerin und Balletttänzerin.

## Leben
Olivas ist mexikanischer Abstammung und spricht Spanisch. Von 2010 bis 2013 besuchte sie die Mira Costa High School. An der University of California, Los Angeles erlangte sie von 2013 bis 2017 ihren Bachelor of Science in den Fächern Biologie und Theater. Ausbildungen in Schauspiel, Tanz und Ballett erhielt sie unter anderem an der Houston Ballet Academy, The High School for the Performing and Visual Arts, dem Beverly Hills Playhouse und der Upright Citizens Brigade. Es folgten Mitwirkungen in verschiedenen Theaterproduktionen und Ballettstücken. Dazu zählten Produktionen am Broadway in the Park und dem 3-D Theatricals unter anderen im Stück 42nd St. sowie Mamma Mia am La Mirada Theatre oder auch in Catch Me If You Can am Musical Theatre West.
Seit Mitte der 2010er Jahre ist Olivas auch als Film- und Fernsehdarstellerin zu sehen. Nach ersten Besetzungen in Kurzfilmen folgte 2021 eine Episodenrolle in der Fernsehserie Unschuldig verurteilt?. 2022 hatte sie eine Episodenrolle in der Fernsehdokuserie Hilfe, ich wurde gebissen!. 2023 spielte sie in einer Episode der Fernsehdokuserie Buried in the Backyard – Mord verjährt nicht mit. Im selben Jahr spielte sie mit der Rolle der Tessa eine der Hauptrollen in der Filmproduktion Riding on Faith. Der Film erschien am 17. September 2023 im Video-on-Demand, unter anderen auf Apple TV+ über Tubi TV. 2024 spielte sie die Hauptrolle der Claire im Tanzfilm Dance. Im selben Jahr wirkte sie in der Rolle der Sarah Smith im Tierhorrorfilm Bull Shark 2 und war in drei Episoden der Fernsehserie Little Miss Innocent: Passion. Poison. Prison. als Kaitlyn Conley zu sehen. Eine der Hauptrollen spielte sie im 2024 erschienenen Spielfilm Fakes.

## Filmografie (Auswahl)
- 2018: Ballerina Lava (Kurzfilm)
- 2019: My Name Is (Kurzfilm)
- 2021: Unschuldig verurteilt? (Reasonable Doubt, Fernsehserie, Episode 4x05)
- 2022: Hilfe, ich wurde gebissen! (Something Bit Me, Fernsehdokuserie, Episode 1x06)
- 2023: Buried in the Backyard – Mord verjährt nicht (Buried in the Backyard, Fernsehdokuserie, Episode 5x10)
- 2023: Riding on Faith
- 2024: Dance
- 2024: Bull Shark 2
- 2024: Little Miss Innocent: Passion. Poison. Prison. (Fernsehserie, 3 Episoden)
- 2024: Fakes
- 2025: The Set Up (Podcast)
- 2025: Shawnna Killed Sara (Kurzfilm)

## Theater (Auswahl)
- 2018: 42nd St., 3-D Theatricals
- 2021: Mamma Mia, McCoy Rigby Entertainment, La Mirada Theatre
- Catch Me If You Can, Musical Theatre West
- Parade, 3-D Theatricals
- Guys and Dolls, Musical Theatre West
- The Snow Queen, Redondo Ballet
- Young Frankenstein, 3-D Theatricals
- Helen, UCLA School of Theater, Film
- The Music Man, Palos Verdes Performing Arts
- Young Frankenstein, Palos Verdes Performing Arts
- Hello, Dolly!, 3-D Theatricals
- Bye Bye Birdie, Cabrillo Music Theatre
- Nutcracker, Houston Ballet
- Nutcracker, Long Beach Ballet
- Spamalot, Morgan-Wixson Theater
- The Wizard of Oz, Broadway in the Park
- Joseph...Dreamcoat, Broadway in the Park